# Belvès
Belvès korábbi község Franciaországban, Dordogne megyében. Lakosainak száma 1268 fő (2018. január 1.). Belvès Monplaisant községgel határos.
2016. január 1-jén Saint-Amand-de-Belvès korábbi községgel egyesült és az így létrejött Pays de Belvès új község része lett.

## Népesség
A település népességének változása:
| Lakosok száma | 1680 | 1714 | 1623 | 1553 | 1431 | 1457 | 1383 | 1493 | 1300 | 1268 |
|               | 1962 | 1968 | 1975 | 1990 | 1999 | 2008 | 2013 | 2016 | 2017 | 2018 |